# Augustus FitzRoy
Augutus FitzRoy (n. 28 septembrie 1735 –  d. 14 martie 1811) a fost un politician britanic. A fost prim ministru al Marii Britanii între  1768 și 1770.
1. 1 2 3 4 5 6 7 8 9  Kindred Britain
2. 1 2 3 4 5 6 7  The Peerage